# پرواز کن، سینه‌سرخ، پرواز کن
«پرواز کن، سینه‌سرخ، پرواز کن» (به انگلیسی: Fly, Robin, Fly) ترانه‌ای از گروه دیسکوی آلمانی سیلور کانونشن است که در سال ۱۹۷۵ منتشر شد. این یکی از قطعات اولین آلبوم استودیویی آن‌ها به‌نام نجاتم بده است.
سازندگان این ترانه سیلوستر لوایی و مایکل کونز (با نام مستعار استفان پراگر) هستند. ترانه شعر بسیار کوتاهی دارد که فقط شامل کلمه‌های «پرواز کن، سینه‌سرخ، پرواز کن / بالا تا اوج آسمان» می‌شود. این کلمه‌ها مفهوم به‌خصوصی ندارند، کما این‌که ابتدا نام ترانه «پرواز کن، خرگوش، پرواز کن» بود و کوتاه زمانی پیش از ضبط تغییر داده شد. «پرواز کن، سینه‌سرخ، پرواز کن» را ۳ خوانندهٔ استودیویی که پیش‌تر ترانهٔ «نجاتم بده» را برای لوایی و کونز خوانده بودند، اجرا کرده‌اند. این سه نفر آن‌هایی نیستند که تصویرشان را در ویدئو یا روی جلد تک‌آهنگ می‌بینیم. در مسیر تبدیل سیلور کانونشن از یک پروژهٔ استودیویی به یک گروه موسیقی، لوایی و کونز خوانندگان اجاره‌ای استودیویی را با سه زن دیگر جایگزین کردند که فقط اجراکننده بودند. این سه نفر که جداگانه با شرکت ژوپیتر رکوردز قرارداد امضا کردند، لزوماً در ساخت و نوشتن ترانه‌ها نقشی نداشتند اما به چهره‌های سیلور کانونشن تبدیل شدند. از خوانندگان اصلی اطلاعاتی بیش از نام‌های کوچک‌شان شامل اینگرید، ویلما و مونیکا در دست نیست.
«پرواز کن، سینه‌سرخ، پرواز کن» در زمان انتشارش در ایالات متحدهٔ آمریکا، شمارهٔ ۱ جدول‌های بیلبورد هات ۱۰۰، ترانه‌های دنس کلاب و ترانه‌های داغ آراندبی/هیپ-هاپ شد. ترانه در آمریکا برای ۳ هفتهٔ متوالی صدرنشین بیلبورد هات ۱۰۰ بود و در دسامبر ۱۹۷۵ فروش آن از ۵۰۰٫۰۰۰ نسخه فراتر رفت. در بریتانیا اما «پرواز کن، سینه‌سرخ، پرواز کن» جایگاهی بهتر از ردهٔ بیست و هشتم جدول پرفروش‌ترین‌ها کسب نکرد. این ترانه در سال ۱۹۷۶ جایزهٔ گرمی «بهترین اجرای بدون کلام آراندبی» را دریافت کرد.